# 원주 거돈사지
원주 거돈사지(原州 居頓寺址)는 대한민국 강원특별자치도 원주시 부론면, 현계산 기슭의 작은 골짜기를 끼고 펼쳐진 곳에 있는 절터이다. 1968년 12월 19일 대한민국의 사적 제168호로 지정되었다.
이 절터는 현재 남아있는 3층석탑(보물 제750호)으로 보아 신라시대에 처음 건립된 것으로 보인다. 1탑식 가람 배치를 하고 있는 이 절터에는 높은 축대 위에 중문을 세운 자리가 있으며, 그 뒤로 3층석탑과 금당터, 강당터가 남아 있다. 금당은 절의 중심건물로, 규모가 전면 6칸, 측면 5칸으로 되어 있다. 이 안에는 2m 정도 높이의 화강암으로 만든, 부처님을 모시던 불대좌가 있다. 금당의 오른쪽과 뒤로는 석축을 쌓고 건물을 지었던 흔적이 있으며, 우물터도 발견할 수 있다.
절 뒤편 언덕 위에 지금은 경복궁에 옮겨져 있는 원공국사 승묘탑이 있었던 자리가 있다. 원공국사 승묘탑비는 적의 오른쪽 끝에 자리잡고 있다. 왼쪽에는 이 절에서 나온 각종 석재를 모아 놓았다. 이 절이 언제 없어졌는지 확실한 연대는 알 수 없지만 임진왜란 때 불타 없어졌다고 전한다. 절터 아래 옛 정산분교 자리에 있는, 완성되지 않은 거대한 당간지주를 보면 이 절의 규모가 짐작된다.

## 개요
현계산 기슭의 작은 골짜기를 끼고 펼쳐진 곳에 있는 절터이다.
발굴조사 결과 신라 후기인 9세기경에 처음 지어져 고려 초기에 확장·보수되어 조선 전기까지 유지된 것으로 밝혀졌다. 절터에는 중문터, 탑, 금당터, 강당터, 승방터, 회랑 등이 확인되었는데, 금당의 규모는 앞면 5칸·옆면 3칸으로 2층 건물이었을 것으로 보인다.
중문지 북쪽의 3층석탑(보물 제750호)은 처음 세워질 때 만들어진 것으로 생각되는데 신라 석탑의 전형적인 양식을 따르고 있다. 탑의 동쪽에는 원공국사 지종(930∼1018)을 위한 원공국사승묘탑비(보물 제78호)가 있는데, 1025년 최충이 문장을 짓고 김거웅이 글씨를 썼다. 탑비와 함께 원공국사승묘탑(보물 제190호)이라 불리는 부도가 있었는데 현재는 경복궁 뜰 안에 옮겨 놓았다. 거돈사는 고려 초기 불교계의 중심이었던 법안종의 주요 사찰이었지만, 고려 중기 천태종이 유행하면서 천태종 사찰로 흡수되었다.
거돈사는 신라말 고려초의 절터로서 보기 드문 일탑식 가람으로 주목할 만한 곳이다.

## 관련 문화재
- 보물 제78호 원주 거돈사지 원공국사탑비
- 보물 제190호 원주 거돈사지 원공국사탑 - 국립중앙박물관 소장
- 보물 제750호 원주 거돈사지 삼층석탑

## 참고 자료
- 원주 거돈사지 - 국가유산청 국가유산포털